# Ломоносовский сельский округ (район имени Габита Мусрепова)
Ломоносовский сельский округ (каз. Ломоносов ауылдық округі) — административная единица в составе района имени Габита Мусрепова Северо-Казахстанской области Казахстана. Административный центр — село Ломоносовка.
Численность населения — 2460 человек (на 2009 год; 3038 человек в 1999 году, 3418 человек в 1989 году).

## История
Ломоносовский поселковый совет на правах сельского совета образован указом Президиума Верховного Совета Казахской ССР 30 июня 1954 года.
24 декабря 1993 года решением главы Кокчетавской областной администрации образован Ломоносовский сельский округ. В состав сельского округа вошли территории ликвидированных Ставропольского (село Ставрополка) и Урожайного (сёла Урожайное, Степное) сельских советов.
Село Ломоносовское было ликвидировано в 2018 году.

## Состав
В состав округа входят такие населённые пункты:
| Населенный пункт    | Население, человек (1989) | Население, человек (1999) | Население, человек (2009) |
| ------------------- | ------------------------- | ------------------------- | ------------------------- |
| Ломоносовка, село   | 1230                      | 1029                      | 859                       |
| Ломоносовское, село | 103                       | 87                        | 32                        |
| Ставрополка, село   | 875                       | 833                       | 666                       |
| Степное, село       | 66                        | 61                        | 75                        |
| Урожайное, село     | 1144                      | 1028                      | 828                       |